# ملعب دو ريستيلو
ملعب دو ريستيلو ((بالبرتغالية: Estádio do Restelo‏)) هو ملعب كرة قدم متعدد الأغراض يقع في لشبونة، البرتغال، يتسع لجلوس 19,856 متفرج. بدأ بناؤه في 1956 وافتتح في 23 سبتمبر 1956. وهو يقع خلف دير جيرونيموس ذات الشهرة العالمية في أبرشية لشبونة بيليم.

## أهم الأحداث التي استضافها
- نهائي دوري أبطال أوروبا للسيدات 2014